# Torx

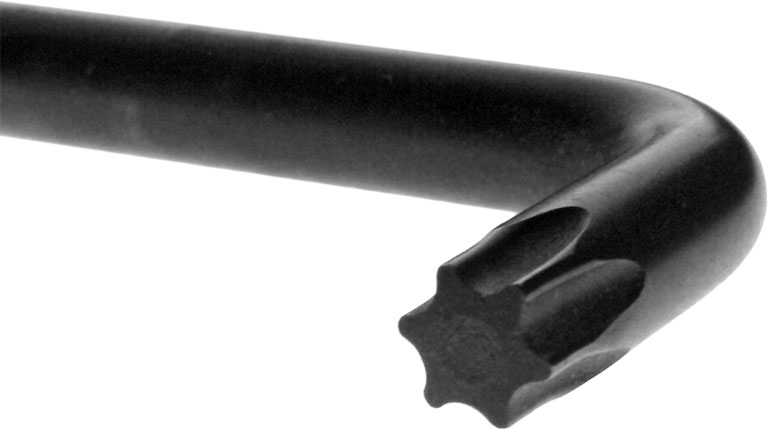
Ключ с наконечником Torx

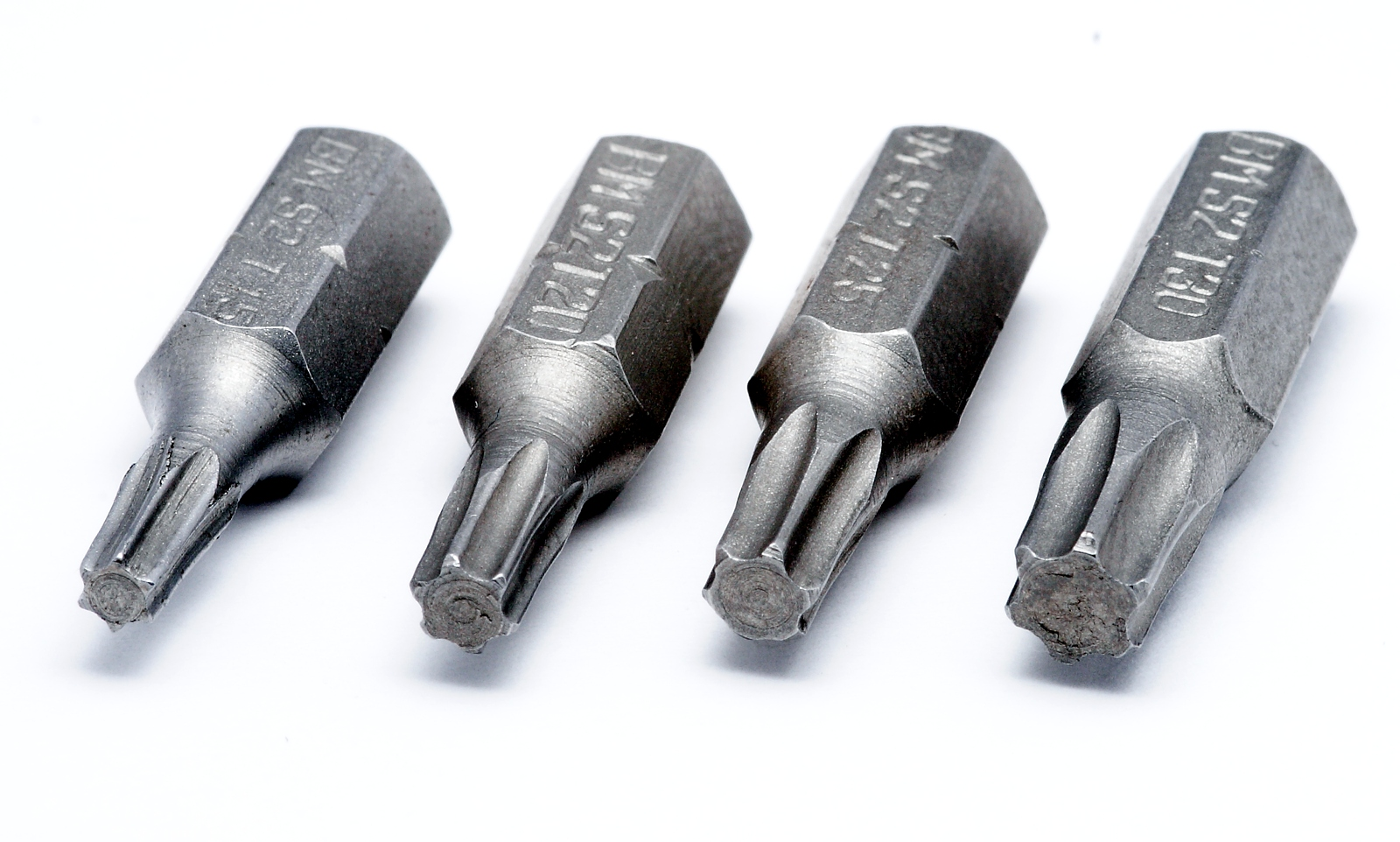
Биты со шлицем Torx, размеры: 15, 20, 25, 30

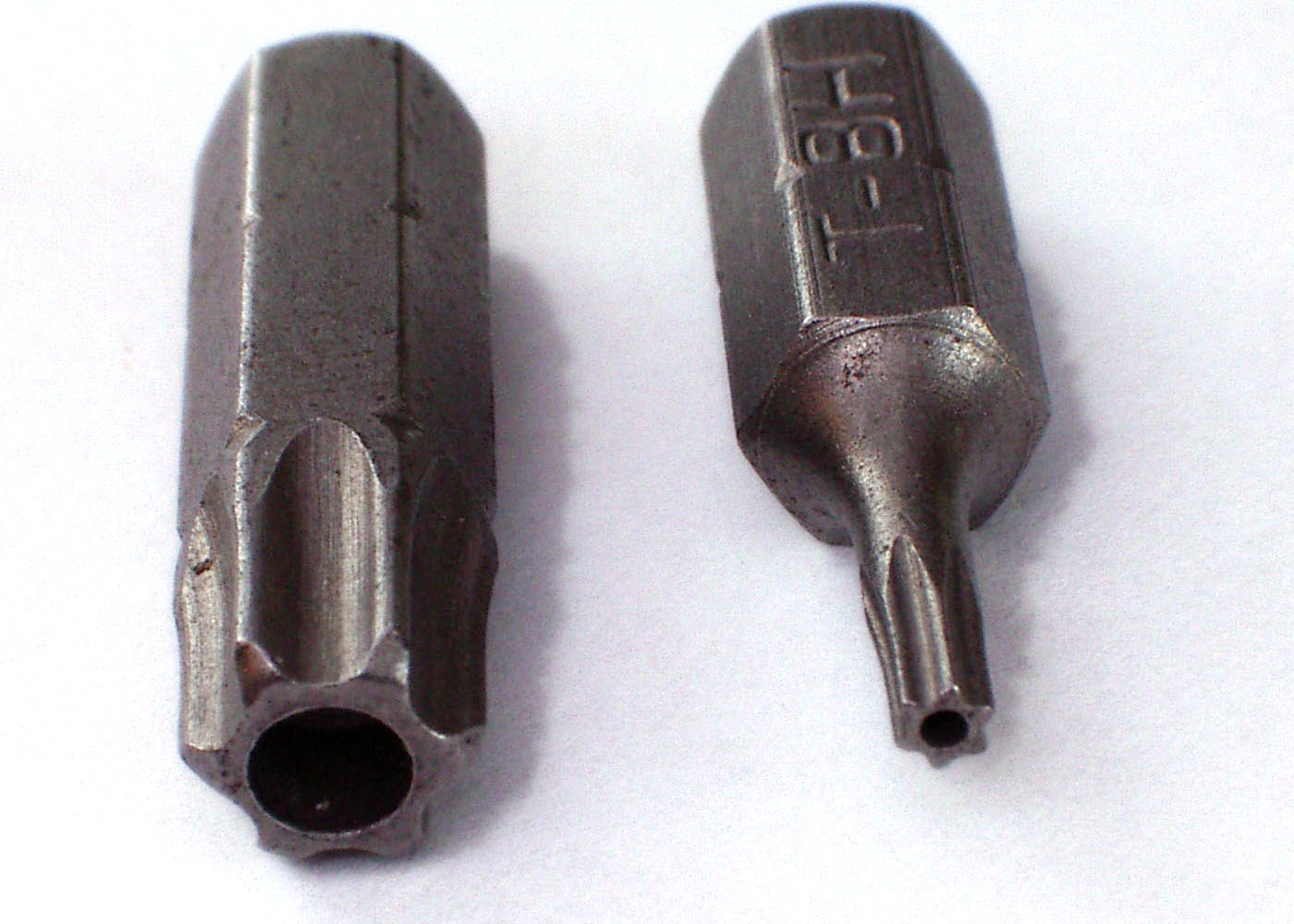
Биты со шлицем Torx Tamper Resistant

Torx (читается: торкс) — вид шлица резьбовых крепёжных изделий в форме шестилучевой звезды. Зарегистрированный товарный знак фирмы Textron Fastening Systems (ныне Acument Global Technologies). Официальное название, зафиксированное в стандарте ISO 10664 — hexalobular internal; в российском варианте ГОСТ Р ИСО 10664—2007 — углубление звездообразное под ключ для болтов и винтов. Просторечные названия: звезда, звёздочка, торкс.

## История
Шлиц разработан компанией Textron в 1967 году.
Использование призонных болтов и болтов повышенного класса прочности позволяет увеличивать нагрузку на крепёж, соответственно был необходим шлиц, который обеспечивает бо́льший момент затяжки. Однако нераспространённость инструмента Torx позволяла использовать шлиц также для защиты устройств от самостоятельного ремонта владельцами. Когда инструмент стал популярен, Textron добавила новый, антивандальный (Tamper Resistant) тип шлица.
Когда в 1990 году срок действия патента подошёл к концу, компания Textron разработала новый стандарт Torx Plus — ещё более надёжный и также имеющий антивандальный вариант.

## Разновидности
- Torx. Обозначается как T или TX. Представляет собой инструмент в виде шестилучевой звезды, вставляющуюся в соответствующее углубление на крепеже (винт или болт).
- Torx External. Обозначается как E. Представляет собой инвертированный Torx — крепёж имеет головку в форме звезды, а инструмент имеет соответствующее углубление. Используется, как правило, в автомобилях для уменьшения размера головки болта. Антивандальным не бывает. Имеет размеры от E4 до E44. Нумерация размеров не соответствует обычному Torx — например, ключ E4 подойдёт к вставке T20.
- Torx Tamper Resistant (антивандальный) обозначается как TR. В середине шлица имеется штифт и соответствующее этому штифту отверстие у отвёртки или ключа. Другие названия — Security Torx, pin-in Torx.

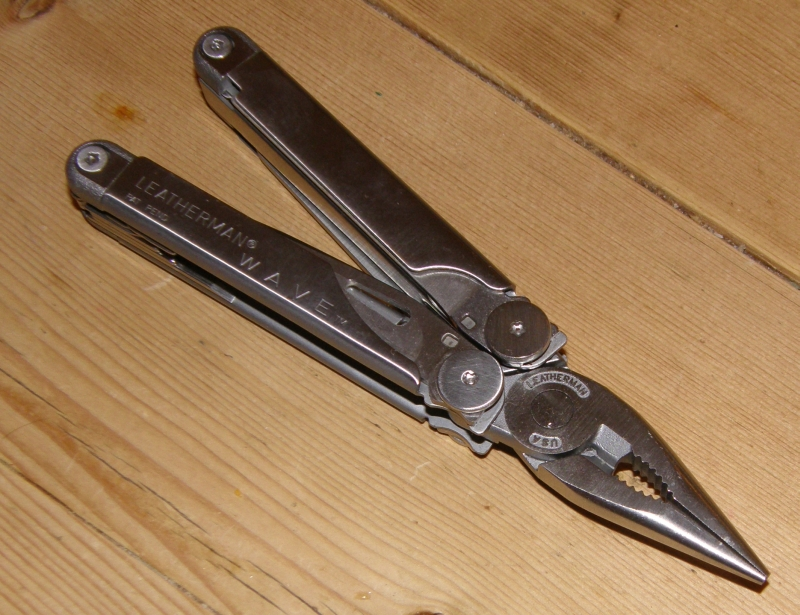
Винты Torx с пятилучевыми шлицами, использованные для фиксации осей в рукоятках мультитула

- Пятилучевой Torx. Один из антивандальных вариантов. Встречается под названиями 5-lobe Torx, Brigadier Pentahedron key set, иногда Pentalobe, что неверно, так как Pentalobe — отдельный шлиц в форме ромашки, используемый в электронике Apple.
- Torx Plus. Улучшенный шлиц со срезанными концами звезды. Обозначается как IP (Internal Plus), имеет размеры от 1IP до 100IP (иногда маркируется как IP1-IP100). С Torx совместим частично — инструмент Torx может работать с крепежом Torx Plus, но не обеспечивает максимального момента. Инструмент Torx Plus не может работать с крепежом Torx.
- Torx Plus External. Внешний вариант Torx Plus. Обозначается как EP (External Plus), имеет размеры от 1EP до 42EP (EP1-EP42). Также имеет мини-варианты от H7EP до H2EP.
- Антивандальная версия Torx Plus имеет пять лучей и штифт в центре углубления. В стандарте маркировка не указана, но может встречаться как TS или IPR.

## Маркировка и размеры
Ключи и отвёртки имеют маркировку T или TX с номером шлица — 1, 2, 3, 4, 5, 6, 7, 8, 9, 10, 15, 20, 25, 27, 30, 40, 45, 50, 55, 60, 70, 80, 90, 100.
Ключи и отвёртки со шлицем Torx Tamper Resistant после основной маркировки дополнительно обозначаются TR.
У ключей и отвёрток со шлицем Torx Plus сначала указывается номер шлица, а после — вместо T или TX обозначается буквами IP.
Ключи и отвёртки со шлицем Torx Plus Tamper Resistant после основной маркировки дополнительно обозначаются TS.
Размер определяется по диаметру окружности описанной по вершинам звёздочки инструмента (для версии E — болта).
| Номер | Размер   | Размер | Момент затяжки | ~ E Torx |
| Номер | дюймы    | мм     | Н•м            | ~ E Torx |
| ----- | -------- | ------ | -------------- | -------- |
| T1    | 0,031"   | 0,81   | 0,02 — 0,03    |          |
| T2    | 0,036"   | 0,93   | 0,07 — 0,09    |          |
| T3    | 0,046"   | 1,10   | 0,14 — 0,18    |          |
| T4    | 0,050"   | 1,28   | 0,22 — 0,28    |          |
| T5    | 0,055"   | 1,42   | 0,43 — 0,51    |          |
| T5.5  |          |        |                |          |
| T6    | 0,066"   | 1,70   | 0,75 — 0,90    |          |
| T7    | 0,078"   | 1,99   | 1,4 — 1,7      |          |
| T8    | 0,090"   | 2,31   | 2,2 — 2,6      |          |
| T9    | 0,098"   | 2,50   | 2,8 — 3,4      |          |
| T10   | 0,107"   | 2,74   | 3,7 — 4,5      |          |
| T15   | 0,128"   | 3,27   | 6,4 — 7,7      |          |
| T20   | 0,151"   | 3,86   | 10,5 — 12,7    | E4       |
| T25   | 0,173"   | 4,43   | 15,9 — 19      | E5       |
| T27   | 0,195"   | 4,99   | 22,5 — 26,9    |          |
| T30   | 0,216"   | 5,52   | 31,1 — 37,4    | E6       |
| T35   |          |        |                |          |
| T40   | 0,260"   | 6,65   | 54,1 — 65,1    | E8       |
| T45   | 0,306"   | 7,82   | 86 — 103,2     |          |
| T47   | GM-Style |        |                |          |
| T50   | 0,346"   | 8,83   | 132 — 158      | E10      |
| T55   | 0,440"   | 11,22  | 218 — 256      | E12      |
| T60   | 0,519"   | 13,25  | 379 — 445      | E16      |
| T70   | 0,610"   | 15,51  | 630 — 700      | E18      |
| T80   | 0,690"   | 17,54  | 943 — 1048     | E20      |
| T90   | 0,784"   | 19,92  | 1334 — 1483    |          |
| T100  | 0,871"   | 22,13  | 1843 — 2048    | E24      |

| Номер | Размер | Размер | Стандартный болт | Стандартный болт |
| Номер | дюймы  | мм     | SAE              | метрический      |
| ----- | ------ | ------ | ---------------- | ---------------- |
| E4    | 0,15"  | 3,8    | #6               | M3               |
| E5    | 0,18"  | 4,7    | #8               | M4               |
| E6    | 0,22"  | 5,6    | #10              | M5               |
| E7    | 0,24"  | 6,1    |                  |                  |
| E8    | 0,29"  | 7,4    | 1/4"             | M6 & M7          |
| E10   | 0,36"  | 9,3    | 5/16"            | M8               |
| E12   | 0,43"  | 11,1   | 3/8"             | M10 & M11        |
| E14   | 0,50"  | 12,8   | 7/16"            | M12              |
| E16   | 0,57"  | 14,7   | 1/2"             |                  |
| E18   | 0,65"  | 16,6   | 9/16"            | M14              |
| E20   | 0,72"  | 18,4   | 5/8"             | M16              |
| E24   | 0,87"  | 22,1   | 3/4"             | M18 & M20        |
| E28   |        |        | 7/8"             | M22              |
| E32   |        |        | 1"               | M24 & M27        |
| E36   |        |        | 1-1/8"           | M30              |
| E40   |        |        | 1-1/4"           | M33              |
| E44   |        |        | 1-3/8"           | M36              |

## Использование
Крепёж со шлицем Torx широко используется в самых разных устройствах: автомобилях, велосипедах, тормозных системах, разнообразных сборных металлических конструкциях, жёстких дисках компьютеров, банкоматах, потребительской электронике и топливной аппаратуре.
Неизвестно, было ли так задумано, но размеры Torx соотносятся с размерами шестигранных ключей. Это позволяет выкрутить винт с сорванным шестигранным шлицем, просто забив в него инструмент Torx.
Особенности при работе с Torx:
- Инструмент должен плотно входить в шлиц. Если инструмент болтается в шлице, то, скорее всего, он подобран неправильно. Особенно это касается нестандартных размеров. Например, распространённый в автомобилях T47 практически всегда отсутствует в наборах ключей Torx и для него используется T45.
- Инструмент должен входить в шлиц до конца. С учётом изначально заложенной в конструкцию плотной посадки, для этого зачастую приходится прибегать к помощи ударного инструмента.

Несоблюдение этих правил зачастую ведёт к разрушению головки болта.